# Kwas glukuronowy
Kwas glukuronowy (z gr. γλυκερός – słodki) – organiczny związek chemiczny z grupy kwasów uronowych, pochodna glukozy zawierająca grupę karboksylową (−COOH) przy atomie węgla C6 glukozy (powstaje w reakcji utleniania węgla C6 glukozy). Naturalnie występuje w konfiguracji D.
Bierze udział w procesach detoksykacji (biotransformacji ksenobiotyków). W wątrobie człowieka łączy się z ksenobiotykami i słabo rozpuszczalnymi metabolitami (jak np. bilirubina i sterole), tworząc glukuronidy następnie wydalane z moczem. Jest składnikiem mukopolisacharydów, kwasu hialuronowego, glikoprotein, hemiceluloz. W gorącej wodzie przechodzi w lakton.
Otrzymywany jest z gumy arabskiej. Znajduje zastosowanie jako środek przeciwreumatyczny.